# Slowdive
Slowdive — британський рок-гурт, сформований у місті Редінг (графство Беркшир) у 1989 році. Разом з My Bloody Valentine та Ride, є одним з найбільш впливових колективів у жанрі шугейзинг. Наразі до складу гурту входять Рейчел Госвелл (вокал, гітара), Саймон Скотт (ударні), Ніл Халстед (вокал, гітара), Нік Чаплін (бас-гітара) та Крістіан Севілл (гітара). Лідером і автором більшості пісень колективу вважається Ніл Халстед.
За час свого існування Slowdive записали три студійні альбоми та низку міні-альбомів. Після випуску платівки Pygmalion, у 1995 році гурт розпався. Госвелл, Халстед і тодішній ударник Єн МакКатчен створили новий колектив, Mojave 3, який існує і понині. У січні 2014 року Slowdive оголосили про возз'єднання, а у травні 2017 року вийшов новий альбому гурту.
Звучання колективу зазвичай характеризують такими термінами, як дрім-поп, шугейзинг, інді-рок та ембієнт.

## Учасники гурту
Теперішні:
- Ніл Халстед — вокал, гітара, клавішні
- Рейчел Госвелл — вокал, гітара, бубон
- Нік Чаплін — бас-гітара
- Крістіан Севілл — гітара
- Саймон Скотт — ударні

Колишні:
- Едрієн Селл — ударні
- Ніл Картер — ударні
- Єн МакКатчен — ударні

## Дискографія

### Студійні альбоми
- Just for a Day (1991)
- Souvlaki (1993)
- Pygmalion (1995)
- Slowdive (2017)
- everything is alive (2023)

### Збірники
- Blue Day (1992)
- Catch the Breeze (2004)
- The Shining Breeze (2010)

### Міні-альбоми та сингли
- Slowdive EP (1990)
- Morningrise EP (1991)
- Holding Our Breath EP (1991)
- Catch the Breeze (1991)
- Beach Song / Take Me Down (1992)
- She Calls / Leave Them All Behind (1992)
- Outside Your Room (1993)
- 5 EP (1993)
- 5 EP (In Mind Remixes) (1993)
- Alison (1994)
- Star Roving (2017)
- Sugar for the Pill (2017)
- kisses (2023)
- skin in the game (2023)
- the slab (2023)
- alife (2023)